# 42 cm Autohaubitze M.16
42 cm Autohaubitze M.16 – austro-węgierska ciężka haubica polowa.

## Historia
W 1914 roku do uzbrojenia armii austro-węgierskiej weszła 42 cm Küstenhaubitze M.14. Działa tego typu miały być montowane w fortyfikacjach nadbrzeżnych, ale po wybuchu I wojny światowej trzy z czterech dział tego typu były używane w charakterze dział polowych. Poważną wadą w tej roli była duża masa haubicy M.14 i długotrwała procedura przygotowywania stanowiska dla tego działa.
W 1916 roku rozpoczęto projektowanie nowego działa kalibru 420 mm. Wykorzystywało ono lufę haubicy M.14, ale dzięki nowemu łożu mogła być rozłożona na sześć zespołów, które na specjalnych przyczepach były holowane przy pomocy ciągników artyleryjskich Porsche M.16. Nowa haubica otrzymała oznaczenie 42 cm Autohaubitze M.16.
M.16 miało łoże stałe, przystosowane do montażu na betonowej platformie. Lufa stalowa, zamek klinowy, oporopowrotnik hydrauliczno-sprężynowy. Z działa można było wystrzeliwać pociski o masie 800 lub 1000 kg. Ładunek miotający był zmienny. Stosowano pięć ładunków, z których najmocniejszy miał masę 51 kg.
Działa M.16 były przydzielone jednodziałowym bateriom. Następcą haubicy miała być 42 cm Autohaubitze M.17, ale żadne z wyprodukowanych dział tego typu nie zdążyło wejść do walki przed zakończeniem I wojny światowej.
Jedyny zachowany egzemplarz znajduje się w rumuńskim Narodowym Muzeum Wojskowym.